# Pierre Allix
Pour les articles homonymes, voir Allix.
Pierre Allix (en anglais Peter Allix), né à Alençon le 5 décembre 1640 et mort à Londres le 3 mars 1717, fut un auteur et pasteur de l’Église réformée française.

## Sa vie
Fils de Pierre Allix, pasteur protestant, et petit-fils d'Israël Allix, médecin, Pierre Allix fils étudie dans les académies de Saumur et de Sedan, démontrant des talents rares pour les langues orientales (hébreu, syriaque, chaldéen…).
Il fut d’abord pasteur à Saint-Agobile[Où ?] en Champagne et à Rouen puis, à partir de 1670, à Charenton qui était à l'époque le centre religieux de la Réforme protestante en France. 
Réfugié à Londres à la révocation de l'édit de Nantes en 1685, il fonde, avec l’approbation du roi Jacques II, un temple pour les exilés français. Il reçoit, peu après son arrivée, le titre de docteur honoraire des universités d’Oxford et de Cambridge avant d’être nommé chanoine et trésorier de la cathédrale de Salisbury en 1690.
Louis XIV mit tout en œuvre pour l'engager à se convertir et à revenir en France. Seignelay écrivit à son sujet à Bonrepaus, envoyé extraordinaire de Louis XIV, dans une dépêche en date du 9 février 1686 à Versailles : « Si vous pouviez approcher ce ministre et le déterminer à repasser en France avec intention de se convertir, vous pourriez sans difficulté lui offrir jusqu'à 3 ou 4 000 livres de pension ; et, s’il fallait aller plus loin, je ne doute point que, sur l’avis que vous m’en donneriez, le roi ne consentît à lui faire des grâces encore plus considérables, auquel cas vous pourriez vous assurer que vous auriez fait une chose très agréable à Sa Majesté. » Pierre Allix resta sourd à toutes les avances de l’envoyé extraordinaire de Louis XIV.
Il était père de trois enfants, son aîné, également prénommé Pierre, devenant chapelain du roi puis doyen d'Ely.

## Son œuvre
Cet auteur prolifique a produit de nombreuses œuvres souvent de nature controversée et apologétique. Il s'est opposé à Bossuet dans ses Quelques remarques sur l'histoire ecclésiastique des églises antiques de Piémont (1690) et ses Remarques sur l'histoire ecclésiastique des églises antiques des Albigeois (1692). Dans ces ouvrages, il essaya de prouver contre Bossuet que les albigeois n'ont pas été dualistes, mais identiques avec les vaudois, et il a beaucoup contribué à perpétuer cette vérité dans l'Église réformée de France. Il a également traduit la Bible en français. On le chargea de la rédaction d'une histoire générale des conciles, qui devait former sept volumes, mais qui n'est jamais parue faute d'un nombre de souscripteurs préalables suffisants, si tant est qu'Allix l'ait réellement entreprise et achevée. 
Ses nombreux ouvrages, en français, en anglais et en latin, témoignent d'une vaste érudition théologique. De même que beaucoup d'autres de ses compatriotes réformés, dont les malheurs du temps avaient exalté l'imagination, il croyait à un prochain retour de Jésus-Christ et, dans un de ses traités, il en fixa même la date pour 1720, au plus tard pour 1736.

## Publications
- Douze sermons de P.A. ministre du Saint Évangile, sur divers textes, Rotterdam, Reinier Leers, 1685.
- Douze sermons de P.A. sur divers textes, Rotterdam, Reinier Leers, 1685.
- Douze sermons, Rotterdam, Reinier Leers, 1685.
- La Sainte Bible, qui contient le Vieux et le Nouveau Testament, c’est-à-dire, l'ancienne et la nouvelle alliance. Le tout reveu et conféré sur les textes hébreux & grecs par les pasteurs & les professeurs de l'Église de Genève. Avec les indices nécessaires pour l'instruction du lecteur. On a ajouté en cette dernière édition les Pseaumes de David, Amsterdam, aux dépens de la compagnie, et se vend chez P. Mortier, et J. L. de Lorme, 1702.
- Dissertatio de Trisagii Origine, Rouen, Jean Lucas, 1674. Publié sous le pseudonyme Petro A.V.D.M., l'ouvrage fut mis à l'Index librorum prohibitorum par un décret du 17 octobre 1678. Étudiant les origines historiques du Trisagion, Allix n'y voit que l'exploitation d'un fait divers (un tremblement de terre à Constantinople en 446) et souligne le prétendu contenu magique de la formule.
- Les devoirs du saint ministère, ou Sermon sur les paroles de S. Paul à Tite au chapitre II v. 7 & 8 : prononcé à Vitry le François le 12 May 1675 en présence du Synode, & pour l'imposition des mains du sieur Droüet Ministre à Epense, Charenton : Olivier de Varennes, 1676.
- Les Malheurs de l'impénitence, ou Sermon sur les paroles du I chap. du livre des proverbes aux vers. 24, 25, 26, 27, 28 : prononcé à Charenton le 28 décembre 1675 jour de jeûne, Charenton, Olivier de Varennes, 1677.
- Les Maximes du vray chrétien, Charenton, A. Cellier, 1678.
- Préparation a la Sainte Cène, Charenton, Veuve A. Cellier, 1682.
- Quelques remarques sur l'histoire ecclésiastique des églises antiques de Piémont, 1690.
- Ratramne, ou Bertram prêtre, Du corps et du sang du Seigneur : avec une dissertation préliminaire, sur Ratramme, & une autre dissertation historique sur la vie & les ouvrages de cet auteur, traduite de l'anglois, Quevilly, Jean Lucas, 1672.
- Réflexions sur les cinq livres de Moyse : pour établir la vérité de la religion chrétienne, Amsterdam, Pierre Mortier, 1687.
- Réflexions sur les livres de l'Ecriture Sainte, pour établir la vérité de la religion chrétienne, Amsterdam, P. Marret, 1689.
- Remarques sur l'histoire ecclésiastique des églises antiques des Albigeois, 1692.
- Réponse a la dissertation qui est à la fin du livre de Mr. Arnaud : touchant le livre du corps & du sang du Seigneur, publié sous le nom de Bertram, & touchant l'autorité de Jean Scot ou Erigene. Avec quelques augmentations importantes faites à la Réponse au livre de M. Arnaud, par l'auteur mesme, Quevilly, Jean Lucas, demeurant à Roüen, 1671.

## Sources
- E. Haag, la France protestante, t. I, p. 61 et suivantes.
- Grégoire-Jacques Lange, Éphémérides normandes, ou, Recueil chronologique, historique et monumental sur la Normandie, Caen, 1833.
- Acte naissance Archives départementales de l'Orne.